# 木岩黄耆
木岩黄耆（学名：Hedysarum fruticosum var. lignosum）为豆科岩黄耆属下的一个变种。

## 扩展阅读
- 維基物種上的相關：木岩黄耆